# Mari Malek
Mari Malek, également connu sous le nom de scène DJ Stiletto est une mannequin, DJ, actrice et militante sud-soudanaise, née à Wau (alors situé au Soudan).

## Biographie

### Jeunesse
La famille de Mari Malek est issue de la tribu des Dinka et de lignée nubienne.
Mari Malek est née à Wau, dans le sud du Soudan, au début de la seconde guerre civile soudanaise au milieu des années 1980. Sa mère, Awalith Niahl Diing Mac est infirmière et son père est un homme politique, ministre des finances. Elle a quatre frères et sœurs mais sa famille est beaucoup plus nombreuse, son père ayant quatre épouses.
La situation devenant trop compliquée à Khartoum, sa mère l’emmène avec sa sœur en Égypte où elles restent quatre ans, jusqu’à obtenir le statut de réfugiées. Elles partent pour les États-Unis en 1997, d’abord à Newark dans le New Jersey, puis à San Diego en Californie.  

### Carrière
Adolescente, elle est repérée dans la rue, mais on lui demande de s'installer à Paris ou New York pour démarrer sa carrière, ce qu'elle ne fait pas. Elle est ensuite appelée à participer à l'émission America's Next Top Model mais ne peut finalement pas y participer car ne dispose pas d'un visa migratoire le lui permettant. Elle se décide alors à se lancer dans le mannequinat et déménage à New York en 2006. Il lui faudra cinq ans pour décrocher sa première campagne publicitaire, avec Lanvin, photographiée par Steven Meisel. Elle pose notamment pour des campagnes de Lanvin, Vogue, Rolls-Royce et fait des apparitions dans le clip Power de Kanye West et Born This Way de Lady Gaga.
Mari Malek devient également DJ, sous le pseudo DJ Stiletto.
En 2014, elle crée l’association Stand for Education pour participer au développement de l’éducation au Soudan du Sud, en finançant notamment des écoles et réduisant les freins à la scolarisation des filles,, un véhicule humanitaire qui lui permet de se rapprocher de Ban Ki-moon.
En 2017, Mari Malek est à l’affiche du film Le Caire confidentiel où elle tient le rôle secondaire d’une femme de chambre, témoin d’un assassinat.

## Filmographie
Sauf indication contraire, les informations mentionnées dans cette section peuvent être confirmées par la base de données cinématographiques IMDb,  présente dans la section « Liens externes ».
- 2014 : The Good Lie de Philippe Falardeau : une invitée de la soirée
- 2017 : Le Caire confidentiel de Tarik Saleh : Salwa, la femme de chambre[9],[10]

## Publication
- Malek, M. (2019), « The Rock in the Stream », Conflict and Forced Migration (Studies in Symbolic Interaction, Vol. 51), Emerald Publishing Limited, p. 91-128[11].